# Aida Stucki
Aida Stucki (19 de febrero de 1921-9 de junio de 2011) fue una violinista y educadora suiza nacida en El Cairo.

## Biografía
Aida Stucki estudió con Ernst Wolters en Winterthur, con Stefi Geyer en Zúrich y con Carl Flesch en Lucerna. Trabajó con directores de orquesta tales como Pina Pozzi, Walter Frey, Christoph Lieske, Clara Haskil y Elly Ney.
Junto a su esposo, Giuseppe Piraccini, el primer concertista de la Orquesta Sinfónica de Radio de Zúrich, el violinista Friedrich Hermann, Gerhard Wieser y el violonchelista Walter Haefeli fundó, en 1959, el cuarteto de cuerdas Piraccini-Stucki, que pronto ganó reconocimiento internacional.
En 1948 comenzó a enseñar en Winterthur y en 1992 empezó a dar clases de violín en el Conservatorio de Winterthur (Escuela Superior de las Artes de Zúrich), donde trabajó hasta su retiro. Su alumna más destacada fue Anne-Sophie Mutter, quien creó un premio para distinguir a los solistas de instrumentos de cuerdas con un premio de diez mil euros. En 1975 recibió un premio de la Fundación de Arte «Carl Heinrich Ernst», en Winterthur.

## Música
En 2008, el sello discográfico independiente Tahra lanzó un CD con material privado de Stucki, titulado L'Art de Aida Stucki. Contiene el concierto para violín op. 61 de Ludwing van Beethoven —grabado el 30 de diciembre de 1949 en Zúrich— y como material adicional, el concierto para violín de Johann Sebastian Bach (BWV 1042) —grabado en julio de 1953, con Walter Barylli como solista—. Las dos piezas fueron dirigidas por Hermann Scherchen; el op. 61 fue interpretado por la Orquesta de Estudio de Beromünster y el BWV 1042, por la Orquesta de la Ópera Estatal de Viena. Por otra parte, la discográfica Doremi publicó en 2009 un álbum de Stucki que contiene diversas piezas de Wolfgang Amadeus Mozart interpretadas por la violinista junto a una orquesta.